# Пурус
Пурус (порт. Rio Purus) — річка в Південній Америці, права притока Амазонки. Довжина річки за різними джерелами становить від 3200 до 3600 км. Площа басейну 365 тис. км². Середня витрата води становить 8,4—12,6 тис. м³/с.
Витік річки знаходиться у Перу на східному схилі Анд неподалік від кордону з Бразилією. Річка протікає переважно бразильським штатом Акрі в бразильській Амазонії, у зоні вологих екваторіальних лісів. Після сезону дощів, у березні — квітні, на річці наступає повінь.
Річище річки — одне з найзвивистіших у світі, а глиністі береги легко розмиваються. Проте глибина у фарватері впродовж 2000 кілометрів від гирла завжди перевищує 15 метрів, порогів немає, а за тисячу кілометрів від влиття до Амазонки висота над рівнем моря складає всього трохи більше 33 метрів. Тому річка судноплавна майже на всьому протязі до схилів Анд (близько 2,8 тис. км).